# Дюйсенов, Хаким
Хаким Дуйсенов (Дюйсенов, Дюсенов) (каз. Хаким Дүйсенов; 9 мая 1905, аул № 2 (Коксала), Аягузский район, Семипалатинская область, Российская империя  — 26 февраля 1938) — советский политический деятель, первый нарком совхозов Казахской ССР (1936—1937).
Родился 9 мая 1905 года в ауле Коксала (аул № 2) Аягузского района Семипалатинской области. Член РКП(б) с 1925 г.
Послужной список:
- 1921—1924 учащийся Семипалатинского рабфака, школьный учитель в Чингистауском уезде, учащийся Семипалатинского казахского педагогического техникума (не окончил);
- январь-июль 1924 секретарь комсомольской организации Заводо-Затонского района Семипалатинска;
- 1924—1925 ответственный секретарь Каркаралинского райкома ВЛКСМ;
- 1925—1927 ответственный секретарь Семипалатинского губкома ВЛКСМ;
- 1927 — ? заведующий окружным земельным управлением Уральского губисполкома;
- 1930—1931 заместитель управляющего Джезказганского рудника Карсакпайского комбината;
- август 1932 — март 1933 заместитель наркома земледелия Казахской ССР,
- 07.1933-08.1935 — заведующий агитационно-массовым отделом (АМО), с 26.05.1934 заведующий отделом сельского хозяйства Карагандинского обкома КПК.
- август 1935 — сентябрь 1936 — 1-й заместитель наркома земледелия Казахской ССР, редактор журнала «Колхозы Казахстана».

С сентября 1936 по октябрь 1937 года — первый нарком совхозов Казахской ССР.
Занимал пост заместителя наркома земледелия Казахской ССР в период голода в Казахстане (1932—1933).
Арестован 5 октября 1937 года. Расстрелян 26 февраля 1938 года. Реабилитирован 31 января 1958 года за отсутствием состава преступления.
Дочь — Роза Хакимовна Дюсенова, кандидат технических наук, доцент кафедры гидрологии суши Казахского государственного университета.